# Broadway (North Carolina)
Broadway is een plaats (town) in de Amerikaanse staat North Carolina, en valt bestuurlijk gezien onder Harnett County en Lee County.

## Demografie
Bij de volkstelling in 2000 werd het aantal inwoners vastgesteld op 1015.
In 2006 is het aantal inwoners door het United States Census Bureau geschat op 1108, een stijging van 93 (9,2%).

## Geografie
Volgens het United States Census Bureau beslaat de plaats een oppervlakte van
3,3 km², waarvan 3,2 km² land en 0,1 km² water. Broadway ligt op ongeveer 143 m boven zeeniveau.

## Plaatsen in de nabije omgeving
De onderstaande figuur toont nabijgelegen plaatsen in een straal van 32 km rond Broadway.